# Леженко, Даниил Дмитриевич
Даниил Дмитриевич Леженко (13 декабря 1895, Александровск, Екатеринославская губерния — 28 октября 1970, Запорожье) — советский партийный и государственный деятель, председатель Дрогобычского облисполкома (1939—1941 и 1944—1946).

## Биография
Родился в семье кузнеца.
В 1908—1910 годах — ученик столяра, в 1910—1915 годах — столяр-модельщик. В 1915—1916 годах — солдат российской армии, г. Павлоград. В 1917—1918 годах — столяр-модельщик Екатерининских железнодорожных мастерских в Александровске. С 1917 года стал членом РСДРП(б).
В 1918—1919 г. — командир отряда Красной гвардии в Александровске. В 1919—1920 годах был эвакуирован с железнодорожным оборудованием на Урал в Екатеринбург, бригадир на восстановлении железнодорожной сети. В 1921—1922 годах — столяр-модельщик в мастерских в Запорожье.
В 1921—1923 гг. — слушатель Запорожской уездной партийной школы.
В 1922—1938 годах — на партийной, хозяйственной и советской работе в различных городах Украины: 
- 1922—1924 гг. — председатель участковой профсоюза железнодорожников в городе Никополе,
- 1923—1925 гг. — заведующий промышленно-транспортного отдела Никопольского уездного комитета КП(б) Украины,
- 1925—1926 гг. — председатель Никопольского районного профсоюзного секретариата,
- 1926—1928 гг. — член Криворожской окружной партийно-контрольной комиссии,
- 1928—1929 гг. — председатель окружной страховой кассы в городе Кривой Рог,
- 1929—1930 гг. — секретарь Долинского райкома КП(б) Украины,
- 1930—1931 гг. — заведующий отделом кадров Криворожского окружного комитета КП(б) Украины,
- 1931—1932 гг. — секретарь Апостоловского районного комитета КП(б) Украины (Днепропетровская область),
- 1932—1934 гг. — секретарь Генического районного комитета КП(б) Украины (Днепропетровская область),
- 1934—1935 гг. — председатель исполнительного комитета Синельниковского районного совета (Днепропетровская область),
- 1935—1936 гг. — председатель исполнительного комитета Божедаровского районного совета (Днепропетровская область),
- 1936—1937 гг. — начальник Днепропетровского областного управления легкой промышленности. В 1936-1938 гг. —  студент заочного отделения Днепропетровского института хозяйственников.
- 1937—1939 гг. — заместитель председателя исполнительного комитета Днепропетровского областного совета.

В январе-декабре 1939 года — председатель Организационного комитета Президиума Верховного Совета УССР по Запорожской области.
В 1939—1941 годах — председатель исполнительного комитета Дрогобычского областного Совета депутатов трудящихся. С июня 1941 года — уполномоченный ЦК КП(б)У Оперативной группы при Военном совете 6-й армии. В 1942—1943 годах — уполномоченный Оперативной группы при Военном совете Сталинградского фронта (в частности 57-й армии). В 1943—1944 годах — уполномоченный ЦК КП(б) Украины для укомплектования кадрами Дрогобычской области. В 1944—1946 годах — председатель исполнительного комитета Дрогобычского областного совета депутатов трудящихся.
В 1946—1947 годах — директор Запорожского межобластного треста животноводческих совхозов. В 1947—1965 годах — управляющий Запорожским областным мельничным трестом.
В марте 1940 года на дополнительных выборах избран депутатом Верховного Совета СССР 1-го созыва. Кандидат в члены ЦК КП(б)У в (1940—1949).
С 1965 года — персональный пенсионер союзного значения.

## Награды и звания
- орден Ленина (7.2.1939)
- орден Отечественной войны I степени (1944)
- орден Красной Звезды (28.01.1943)[1]
- медали
- Почётный гражданин города Запорожье (1967).